# Eurípedes Craide
Eurípedes Craide (Conquista, 15 de março de 1930 - Uberaba, 28 de Julho de 2014) foi um advogado, professor de Direito e político brasileiro do estado de Minas Gerais.
Foi vereador em Uberaba no período de 1954 a 1966.

Era advogado de formação. Eurípedes foi vereador na cidade no período de 1954 e 1966 e deputado estadual por seis legislaturas consecutivas, entre 1967 a 1991.
Eurípedes Craide foi deputado estadual de Minas Gerais por seis legislaturas consecutivas, da 6ª à 11ª legislatura (1967 - 1991).
Morte:
o ex-deputado estava internado há 28 dias no Hospital São Marcos e morreu por causa de uma parada cardiorrespiratória. O corpo de Eurípedes Craide está sendo velado no Salão Nobre da Câmara Municipal, na Praça Rui Barbosa. O cortejo está previsto para sair às 16h30 em direção ao Cemitério Municipal São João Batista.